# Penny Liliac
Il Penny Lilac fu uno dei più famosi francobolli emessi dal Regno Unito; venne emesso dal 12 luglio 1881 e utilizzato sino al 1901. Esso difatti sostituì il Penny Venetian Red che ebbe breve vita dal momento che il nuovo francobollo stampato, il Penny Lilac, riportava a chiare lettere l'iscrizione che per legge doveva essere presente sui francobolli inglesi "POSTAGE AND INLAND REVENUE", ad indicare che oltre per l'affrancatura poteva essere anche utilizzato come marca da bollo. Tutti i precedenti francobolli inglesi riportavano la semplice scritta "POSTAGE". Questo francobollo fu l'ultimo fatto stampare a nome della Regina Vittoria e fu anche il più stampato in assoluto durante il suo lungo regno.
Il Penny Lilac era sovrastampato e venne prodotto in due forme.
- con 14 dentelli per lato dal 12 luglio 1881 (495.984.000 esemplari)
- con 16 dentelli per lato, 13 dicembre 1881-1901 (33.600.000.000 esemplari)